# マルチソースアグリーメント
マルチソースアグリーメント (MSA: multi-source agreement)とは、相互運用可能な製品の競争市場を確立するために、ベンダー間で互換性のある製品を製造するという、複数のメーカー間での契約であり、事実上の標準として機能する。
MSAに準拠した製品として、SFP、SFP+、XENPAK、QSFP、XFP、CFPなどの光トランシーバ、光ファイバーケーブル、およびその他のネットワーク機器がある。ネットワークデバイスの動作特性がMSAにより厳密に定義されているため、あるベンダーのデバイス（スイッチングハブやルータなど）に対し、同じベンダーのデバイスだけでなく、サードパーティー製のMSA準拠のデバイスを組み合わせても、正しく機能させることができる。